# Keine Lust
Keine Lust ist ein Lied der deutschen Neue-Deutsche-Härte-Band Rammstein. Es wurde von Rammstein geschrieben und von Jacob Hellner gemeinsam mit der Band produziert. Der Song ist die vierte Single ihres Studioalbums Reise, Reise und wurde am 28. Februar 2005 veröffentlicht.

## Inhalt
Der Text des Liedes handelt davon, keine Lust mehr auf die immer gleichen Dinge zu haben.

„Ich habe keine Lust etwas zu kauen

Denn ich hab’ keine Lust es zu verdauen

Hab’ keine Lust mich zu wiegen

Hab’ keine Lust im Fett zu liegen“

## Musikvideo
Das Musikvideo zu Keine Lust wurde am 18. Januar 2005 in Berlin unter der Regie von Joern Heitmann gedreht. Es feierte am 3. Februar 2005 Premiere.
Im Video treffen sich die Bandmitglieder nach Jahren der Pause und Völlerei erstmals zum Einspielen eines Liedes in einer alten Lagerhalle wieder. Fünf von ihnen sind extrem übergewichtig und stoßen bei ihrem intensiven Körpereinsatz während des Spiels schnell an ihre körperlichen Grenzen, während der dünn gebliebene Keyboarder Flake Lorenz in einem Elektromobil fährt. Mehrere Minirock-tragende „Assistentinnen“ betreuen die schwitzenden und außer Form geratenen Musiker. Nach dem Ende des Liedes steigt jeder der fünf Übergewichtigen wieder in seine weiße Limousine, mit der er kam und verschwindet. Zurück bleibt ein ratloser Flake, der seine Lustlosigkeit im Verlauf des Auftritts verloren zu haben scheint und sich zum Ende sogar von seinem E-Scooter erhebt.
Fünf der sechs Bandmitglieder wurden für den Dreh in mehrstündigen Sitzungen mithilfe von Fettanzügen und Heißschaum-Teilgesichtsmasken sowie Armnachbildungen aus dem gleichen Material in Übergewichtige verwandelt. Nach Angaben des Regisseurs waren beim Dreh zwölf Maskenbildner im Einsatz. Das Musikvideo wurde beim VIVA Comet 2005 mit dem Preis in der Kategorie Bestes Video ausgezeichnet.

## Single

### Covergestaltung
Das Singlecover zeigt eine unscharfe Fotoaufnahme von zwei Giraffen, die in der Steppe stehen. Links unten im Bild befinden sich das Rammstein-Logo und der Schriftzug Keine Lust. in Weiß.

### Titelliste
Deutsche Version
1. Keine Lust – 3:43
2. Keine Lust (Remix No.1) von Clawfinger – 4:37
3. Keine Lust (The Psychosonic Remix) von DJ Drug – 5:02
4. Keine Lust (Bozz Remix) von Azad – 3:52
5. Keine Lust (Jazz Remix) von Clawfinger – 4:11
6. Keine Lust (Black Strobe Remix) – 7:08
7. Keine Lust (Curve Remix) von Front 242 – 3:40
8. Keine Lust (Ich zähl die Fliegen Remix) von Krieger – 3:30

- Die Single erschien auch als 2-Track-CD, nur mit den Songs Keine Lust und Keine Lust (Remix No.1).
- Im Vereinigten Königreich wurde die Single in zwei verschiedenen Versionen mit unterschiedlichen Bonustiteln veröffentlicht.

### Chartplatzierungen
Keine Lust stieg am 14. März 2005 auf Platz 16 in die deutschen Charts ein und konnte sich neun Wochen in den Top 100 halten. Auch in Österreich, der Schweiz und im Vereinigten Königreich erreichte die Single die Charts und belegte Rang 25; 30 bzw. 35.
| ChartsChartplatzierungen     | Höchstplatzierung | Wochen |
| ---------------------------- | ----------------- | ------ |
| Deutschland (GfK)            | 16 (9 Wo.)        | 9      |
| Österreich (Ö3)              | 25 (6 Wo.)        | 6      |
| Schweiz (IFPI)               | 30 (6 Wo.)        | 6      |
| Vereinigtes Königreich (OCC) | 35 (2 Wo.)        | 2      |